# Sacha Bali
Sacha Bali de Alencar Szerman (Río de Janeiro, 29 de mayo de 1981) es un actor, autor, productor teatral y director brasileño.

## Vida personal
Se unió al curso de la comunicación social con énfasis en el cine en la Pontifícia Universidade Católica de Rio de Janeiro en 2002. Al año siguiente en vacaciones universitarias viajó a los Estados Unidos y tomó cursos de guion de verano y dirección de cine en la Universidad de Carolina del Norte en Chapel Hill. En 2004 fundó su propia compañía de producción teatral, Andarilho. en 2006 Bali entró en el curso de artes dramáticas en el Centro Universitario de la Ciudad de Río de Janeiro, donde se graduó en 2008. En 2010 se graduó en escritura de cine en PUC-Rio. Era camarógrafo en Rede Globo, informes de filmación para RJTV, Globo Repórter, Jornal Nacional y Fantástico.

## Biografía
Bali comenzó su carrera en 2005 en el último episodio de programa Filhos do Carnaval, jugando joven Gebara, en 2006 participó en la serie Avassaladoras. En el mismo año, Sacha hizo su debut en telenovelas, más precisamente en Bicho do Mato de RecordTV interpretando a Carlos, un joven personaje malvado que se involucra con la exportación ilegal de diamantes. En 2007, Bali estrenó las obras Pão com Mortadela y Os Pássaros, fue autor de ambas y también productor en la primera. 
También en 2007 se hizo famoso a nivel nacional al interpretar Metamorfo en la trilogía Caminos del Corazón, su personaje era un mutante capaz de convertirse en otra persona además de deformar su propia cara, inicialmente fue antagónico en las dos primeras temporadas y terminó heroico en la última. En 2010, Bali entró en la telenovela Poder Paralelo interpretando a Artur, un ex convicto que intenta empezar su vida de nuevo después de salir de prisión. En 2011, Sacha actuó en la telenovela Vidas em Jogo, interpretando a uno de los protagonistas que ganan un premio multimillonario.
En 2012, después de 6 años en Record, Señales de Bali con Rede Globo (en el que trabajó como camarógrafo) y actúa en la telenovela La Guerrerajugando al exnovio de Morena, Beto, el personaje terminó desapareciendo como todos los demás, pero apareció en flashbacks. En 2013, Bali audicionó para el papel del hermano menor de Franz interpretado por Bruno Gagliasso en Joia Rara, sin embargo, no se quedó con el personaje debido a la diferencia de edad entre los actores, pero tiene otro personaje, Eurico, el novio de Amália que muere en el primer capítulo.
En 2014, Bali se unió al elenco de Em Família jugando a Murilo, un niño de un barrio pobre que sale con una chica rica y se enfrenta a los prejuicios de su madre. En 2015 escribió y produjo la obra Cachorro Quente y en el mismo año lanzó el cortometraje Vazio. En 2016 Bali protagonizó la película Em Nome da Lei jugando a un oficial de la policía federal. En 2016, Bali firma con FOX y protagoniza su primer trabajo en la serie 1 Contra Todos. También en el mismo año, Sacha opera en otra producción de FOX en una asociación con el canal de televisión SBT, A Garota da Moto jugando al bribón Dinho.
En 2017, vuelve a RecordTV y actúa en O Rico e o Lazáro, jugando Misael. En 2018, Bali interpretó a Longinus en la telenovela Jesus, un soldado romano subordinado a Petronius y mejor amigo de Cayo. En 2020, Sacha actuó la serie de Netflix, Bom Dia Verônica y actualmente él es parte del elenco de la telenovela Gênesis jugando Atarum.

## Filmografía
| Año       | Título                           | Personaje                         | Notas                                                                  |
| --------- | -------------------------------- | --------------------------------- | ---------------------------------------------------------------------- |
| 2005      | Hijos del Carnaval               | joven Gebara                      | Episodio: "Elefante, O Bicho que Não Esquece                           |
| 2006      | Avassaladoras                    | Tibério                           | Episodio: "O Sexo e a Idade"                                           |
| 2006      | Bicho do Mato                    | Carlos                            |                                                                        |
| 2007      | Caminos del corazón              | Mateus Morpheus Mayer (Metamorfo) |                                                                        |
| 2008      | Os Mutantes: Caminhos do Coração | Mateus Morpheus Mayer (Metamorfo) |                                                                        |
| 2009      | Promessas de Amor                | Mateus Morpheus Mayer (Metamorfo) |                                                                        |
| 2010      | Poder Paralelo                   | Arthur                            |                                                                        |
| 2011      | Vidas en juego                   | Jorge Domingos da Costa           |                                                                        |
| 2012      | Mandrake                         | Sebastião                         | Episodio: Robin Hood de Copacabana Episodio: A Investigação            |
| 2012      | La guerrera                      | Roberto do Nascimento (Beto)      |                                                                        |
| 2013      | Preciosa perla                   | Eurico Passos                     | Episodio: 16 de septiembre de 2013                                     |
| 2013      | José de Egipto                   | Osiris                            | Participación en el penúltimo episodio como alucinación de Pentephres. |
| 2014      | La sombra de Helena              | Murilo                            |                                                                        |
| 2016      | A Garota da Moto                 | Bernardo Silva (Dinho)            |                                                                        |
| 2016      | 1 Contra Todos                   | Luís Paulo Guedes Filho (Playboy) | Temporada 1                                                            |
| 2017      | El rico y Lázaro                 | Misael/Mesac                      |                                                                        |
| 2018-2019 | Jesus                            | Longino                           |                                                                        |
| 2020      | Bom Dia Verônica                 | Gregório                          | 2 episodios                                                            |
| 2020      | Génesis                          | Atarum                            | Fase de José de Egipto                                                 |
| 2024      | A Fazenda                        | Participante                      | Temporada 16                                                           |

### Teatro
| Año  | Título                              | Personaje        | Notas                       |
| ---- | ----------------------------------- | ---------------- | --------------------------- |
| 2005 | Lado B                              | Arnaldo          | Autor, prodcutor y director |
| 2006 | Escravas do Amor                    | João             |                             |
| 2007 | Os Passáros                         | Urubu            | Autor                       |
| 2007 | Pão com Mortadela                   | Henry Chinaski   | Autor y productor           |
| 2011 | As Próximas Horas Serão Definitivas | Gabriel          | Productor                   |
| 2015 | Cachorro Quente                     | Luca Mastroianni | Autor y productor           |
| 2017 | Uísque Com Água                     | –                | Autor, produtor y director  |

| Año  | Título               | Personaje | Notas        |
| ---- | -------------------- | --------- | ------------ |
| 2012 | Paraísos Artificiais | Pierre    |              |
| 2015 | Vazio                | Conductor | Cortometraje |
| 2016 | Em Nome da Lei       | Hulk      |              |
| 2016 | Veneno               | Hugo      | Cortometraje |